# Ichthyscopus fasciatus
Ichthyscopus fasciatus är en fiskart som beskrevs av Haysom, 1957. Ichthyscopus fasciatus ingår i släktet Ichthyscopus och familjen Uranoscopidae. Inga underarter finns listade i Catalogue of Life.